# Thorectandra boletus
Thorectandra boletus är en svampdjursart som först beskrevs av Jean-Baptiste Lamarck 1815.  Thorectandra boletus ingår i släktet Thorectandra och familjen Thorectidae. Inga underarter finns listade i Catalogue of Life.